# Houston Astros
Houston Astros là một câu lạc bộ bóng chày chuyên nghiệp tọa lạc tại  thành phố Houston. Astros thi đấu tại giải bóng chày nhà nghề Mỹ (MLB) với tư cách là CLB thành viên của bảng đấu miền Tây chi giải American League (AL). Họ là một trong hai câu lạc bộ MLB tọa lạc tại bang Texas; CLB còn lại là Texas Rangers cũng thuộc cùng bảng đấu với Astros.
Được thành lập với tên gọi Houston Colt .45s, Astros gia nhập National League với tư cách là một trong các CLB bổ sung trong đợt năm 1962 cùng với New York Mets. Biệt danh hiện tại, phản ánh vai trò trong ngành hàng không vũ trụ của thành phố Houston với việc là nơi đặt Trung tâm vũ trụ Johnson, được thông qua ba năm sau đó, cùng với việc họ chuyển đến Astrodome, sân vận động thể thao mái vòm đa năng đầu tiên trên thế giới và được mệnh danh là "Kỳ quan thứ tám của thế giới". Astros chuyển đến Enron Field (nay là Daikin Park ) vào năm 2000  CLB đã chơi ở giải bảng miên Tây từ năm 1969 đến năm 1993, và bảng miền Trung của National League từ năm 1994 đến năm 2012, trước khi chuyển sang bảng miền Tây AL theo kế hoạch tái cơ cấu MLB vào năm 2013.
Astros đã có mùa giải chiến thắng đầu tiên vào năm 1972 và lọt vào vòng play-off lần đầu tiên vào năm 1980, trước khi giành tổng cộng ba chức vô địch bảng đấu trong suốt thập niên 1980. Dẫn đầu bởi Killer B's, cặp song sát hai cầu thủ đánh bóng huyền thoại bao gồm Craig Biggio và Jeff Bagwell, cùng với Billy Wagner, Astros bắt đầu cạnh tranh cho các danh hiệu vào cuối những năm 1990 và đầu những năm 2000 với bốn danh hiệu vô địch hạng đấu và hai lần xuất hiện ở vòng Wild Card, đỉnh cao là lần đầu tiên xuất hiện tại World Series vào 2005, nơi họ đã bị Chicago White Sox đánh bại.
Sau đợt thành tích sa sút trong thập kỷ tiếp theo, CLB đã được mua lại bởi doanh nhân Jim Crane vào năm 2011 với giá 680 triệu đô la. Dưới sự sở hữu của Crane, Astros đã áp dụng rộng rãi phương pháp thống kê số liệu và tiên phong trong việc áp dụng các công nghệ phân tích trong đánh giá và huấn luyện, quá trình chuyển sang American League, và đến giữa thập niên 2010 đã chuyển mình từ một câu lạc bộ tầm trung thành một trong những câu lạc bộ thống trị và thành công nhất của MLB, dẫn đầu của những ngôi sao như Jose Altuve. Kể từ đó, Astros đã có bốn mùa bóng thắng hơn 100 trận và đạt kỷ lục khi lọt vào bảy Serie vô địch American League (ALCS) liên tiếp, và giành chiến thắng bốn lần trong số đó. Trong giai đoạn này, Astros đã giành chức vô địch World Series đầu tiên trong lịch sử CLB vào năm 2017, sau khi đánh bại Los Angeles Dodgers; tuy nhiên, danh hiệu này đã nhận về nhiều tranh cãi và phản ứng dữ dội từ người hâm mộ sau khi Astros bị vướng vào vụ bê bối ăn cắp ám hiệu. Sau đó, họ thất bại tại cái kì World Series năm 2019 trước Washington Nationals, 2021 trước Atlanta Braves, trước khi giành danh hiệu World Series năm 2022 sau khi đánh bại Philadelphia Phillies. Thường được coi là một trong những đội bóng xuất sắc nhất tại American League, thành công liên tục kể từ năm 2015 đã khiến một số người tuyên bố Astros là một "triều đại".    Họ là đội duy nhất trong lịch sử giành chiến thắng ít nhất một vòng đấu play-off. Chức vô địch AL thứ năm của họ vào năm 2022 đã giúp họ trở thành đội thứ hai được thành lập trong kỷ nguyên mở rộng giành được năm chức vô địch chi giải (sau Mets) và là đội mở rộng thứ năm giành được hai chức vô địch World Series. Năm 2024, Astros đã giành được danh hiệu vô địch bảng Tây AL lần thứ bảy trong tám năm và trở thành đội đầu tiên giành chức vô địch bảng đấu này trong bốn năm liên tiếp kể từ Oakland Athletics giai đoạn 1971–1975. 
Khi còn ở chi giải National League, Astros từng là kình địch của Braves và St. Louis Cardinals, nhưng kể từ khi chuyển sang American League, họ đã trở thành kình địch với Seattle Mariners và đội bóng cùng bang Texas Rangers (các serie hai đội này đối đầu được gọi là Lone Star Series ), cũng như thường xuyên cạnh tranh tại vòng play-off với New York Yankees .
Từ năm 1962 đến hết mùa giải 2024, thành tích thi đấu của Astros là 5,009 thắng –4,965 bại – 5 hòa (tỉ lệ thắng 0,502). Ngoài việc có nhiều lần xuất hiện tại vòng play-off nhất trong số các đội mở rộng, họ là mở rộng duy nhất có tỉ lệ thành tích mọi thời đại thắng lợi (trên 0,5).  Năm 2024, Astros trở thành đội mở rộng thứ hai trong lịch sử đạt được 5.000 trận thắng. 